# Aleurodomyces
Aleurodomyces är ett släkte av svampar. Aleurodomyces ingår i divisionen sporsäcksvampar och riket svampar.